# لنگلی، بریتیش کلمبیا (شهرداری ناحیه)
لنگلی (به انگلیسی: Langley) یک شهرداری ناحیه در کانادا است که در مترو ونکوور واقع شده‌است. لنگلی ۱۱۷٬۲۸۵ نفر جمعیت دارد.